# Láhaurská brána
Láhaurská brána (anglicky Lahori Gate, hindsky लाहौरी दरवाजा či též लाहौरी गेट, urdsky لاہوری دروازہ‎, láhaurí darváza) je hlavní brána do Červené pevnosti v indickém městě Dillí. Nachází se na západním okraji pevnosti, naproti třídě Čándní čauk. Je jedním ze symbolů města i celé Indie.
Svůj název má podle města Láhaur, které se dnes nachází v Pákistánu a kam původně směřovala cesta z této brány. Kromě ní je přístup do Červené pevnosti možný ještě Dillískou bránou, která se nachází na jejím jižním konci. 
K bráně se z pevnosti vstupuje krytou ulicí (Čhattá čauk) dlouhou přibližně 100 m. Ta vznikla jako kryté tržiště, nebyla součástí fortifikačního systému pevnosti.
Samotná stavba je třípatrová, má výšku 25 m. Jednotlivá podlaží naznačují panely s vyobrazenými čtverci, obdélníky a laločnými oblouky. Dekorace jsou použité především u dvou dominantních věží z obou stran vstupu do brány. Na vrcholu brány se nacházejí dvě věže s osmiúhelníkovým půdorysem. Mezi nimi stojí sedm menších věžiček. Stejně jako zbytek celé pevnosti je i tato brána zbudována z cihel obložených červeným pískovcem, typickým pro stavby mughalské architektury. Na vrcholky věžiček byl také použit bílý mramor. 

## Historie
Brána byla vybudována v letech 1639 až 1645 v souvislosti s výstavbou celé Červené pevnosti iniciované císařem Šáhdžahánem.
Za vlády jeho nástupce, císaře Aurangzéba, byl k bráně přistavěn předsazený bastion, do něhož se vstupuje ze severní strany. Výška této části stavby činí 10,5 metrů. Dokončen byl v roce 1660. Jeho hlavním prvkem je nápadný lomený oblouk, kterým se vstupuje do objektu. Bastion má v rozích umístěné osmiboké věže, které víceméně kopírují podobu dvou hlavních věží u samotné brány. Císař Šádhdžahán údajně přístavbu kritizoval jako závoj, který získala nevěsta (jíž byla míněna samotná pevnost.
Každý rok již od vyhlášení nezávislosti Indie v roce 1947 je při příležitosti výročí uskutečněno slavnostní shromáždění právě před Lahaúrskou bránou. Vztyčena je vlajka Indie a ze zdí bastionu promlouvá indický premiér. Vzhledem k možným rizikům útoků na vysoce postavené politické představitele byly v 80. letech 20. století některá okna v bráně zazděna. Byl zde také přibudován výtah. 

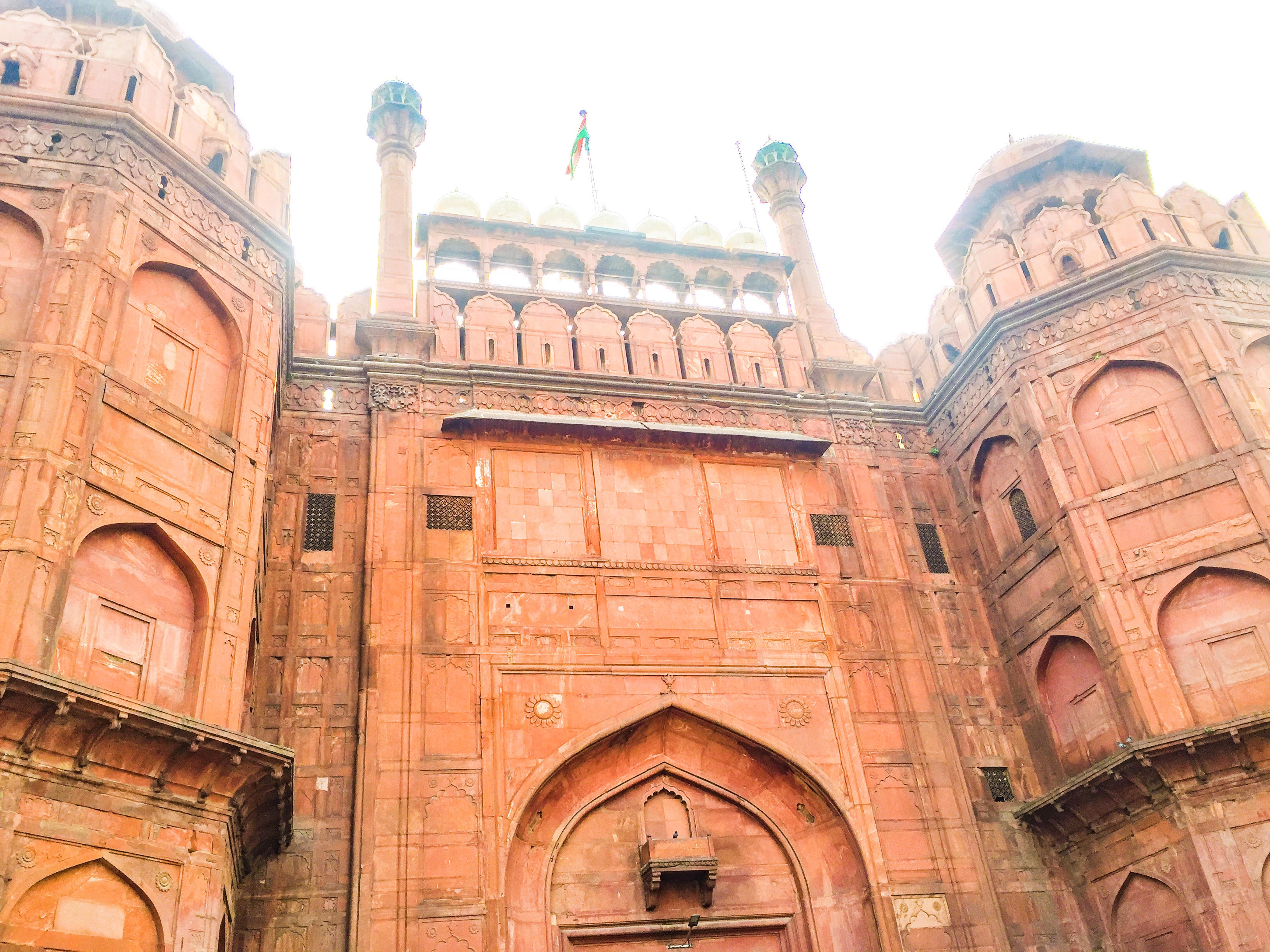
Pohled na bránu
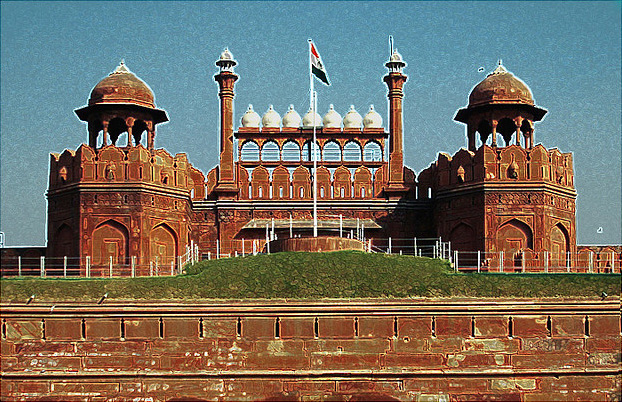
Malé čatrí a státní vlajka Indie v průčelí stavby
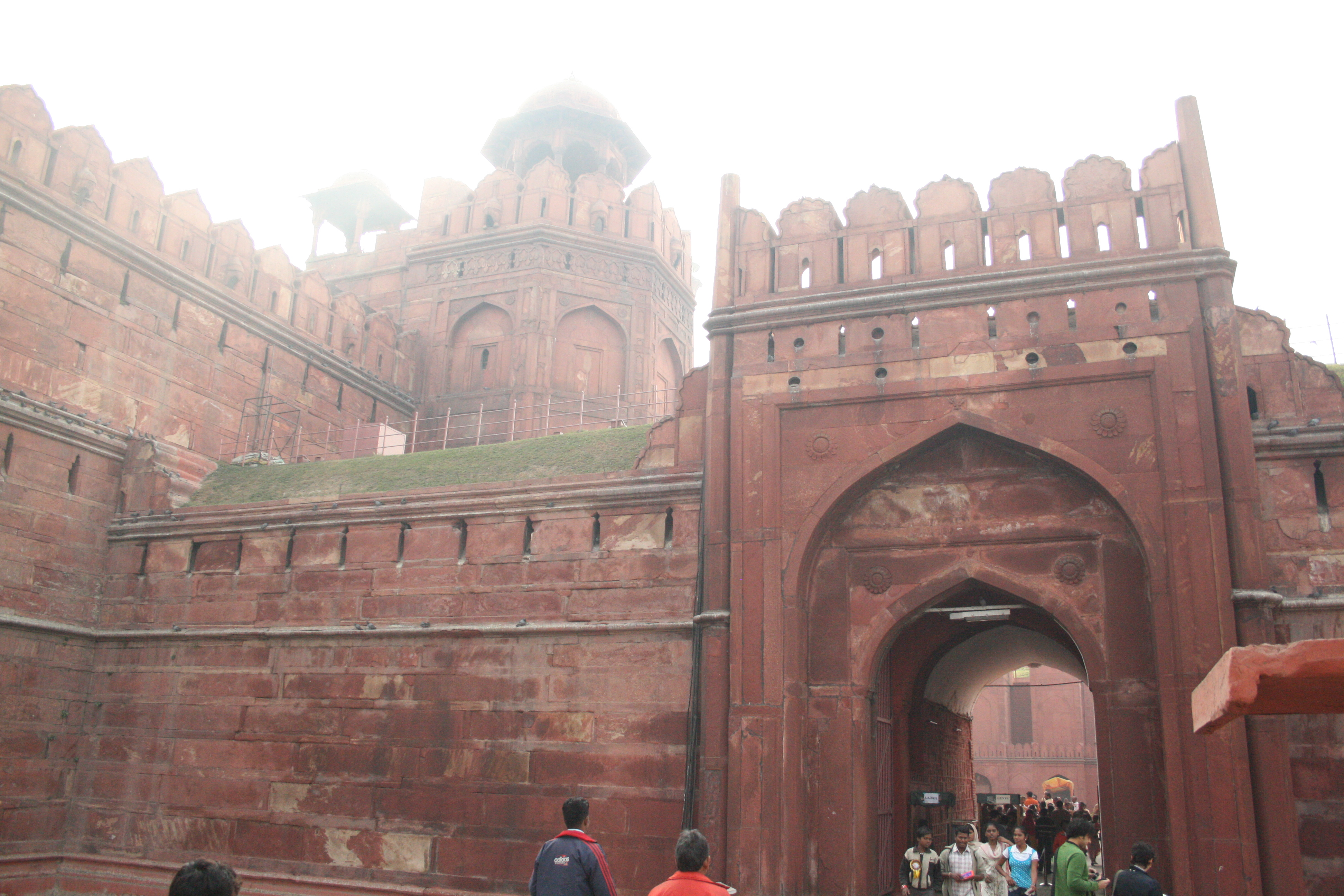
Pohled na vstup do bastionu
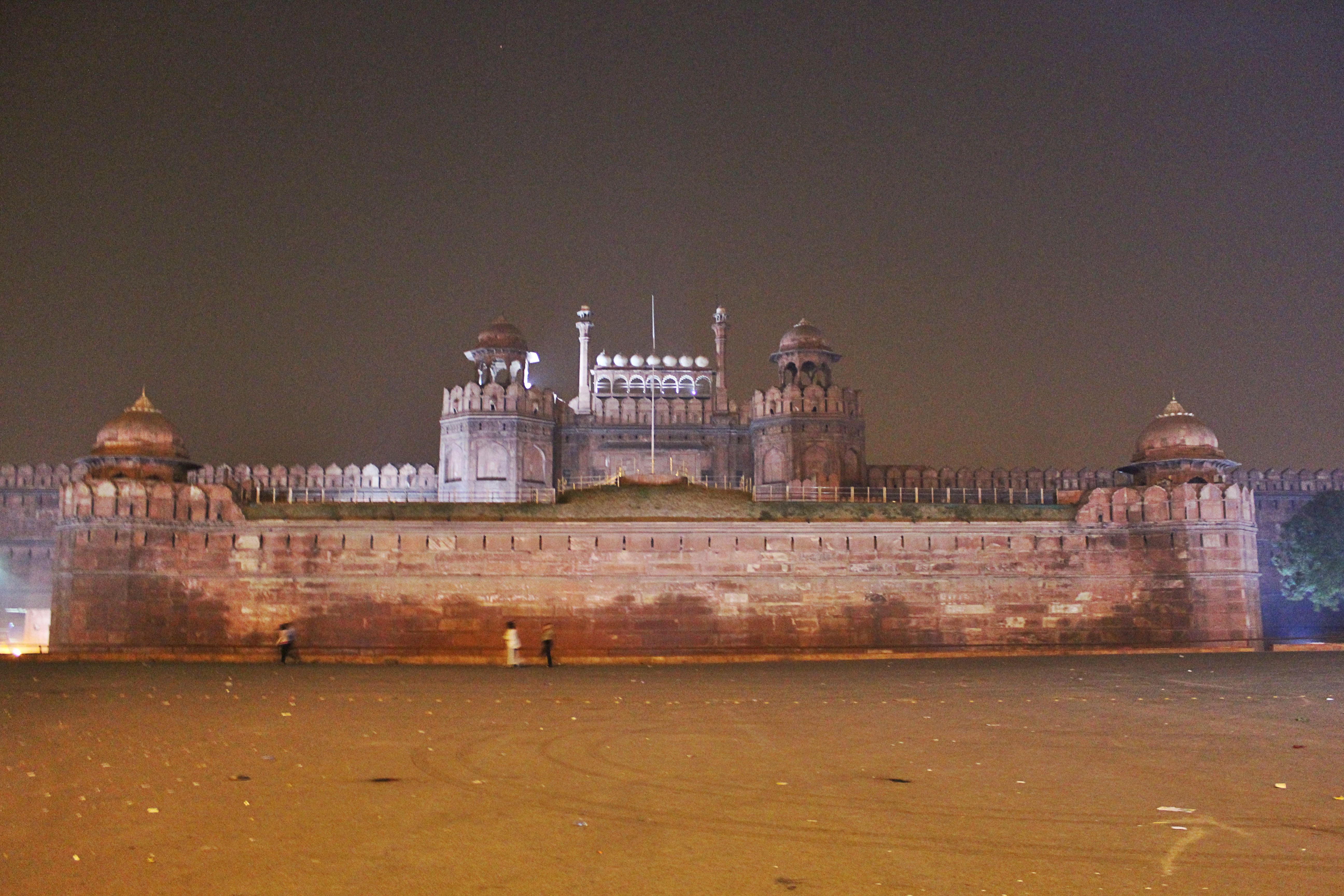
Bastion v noci
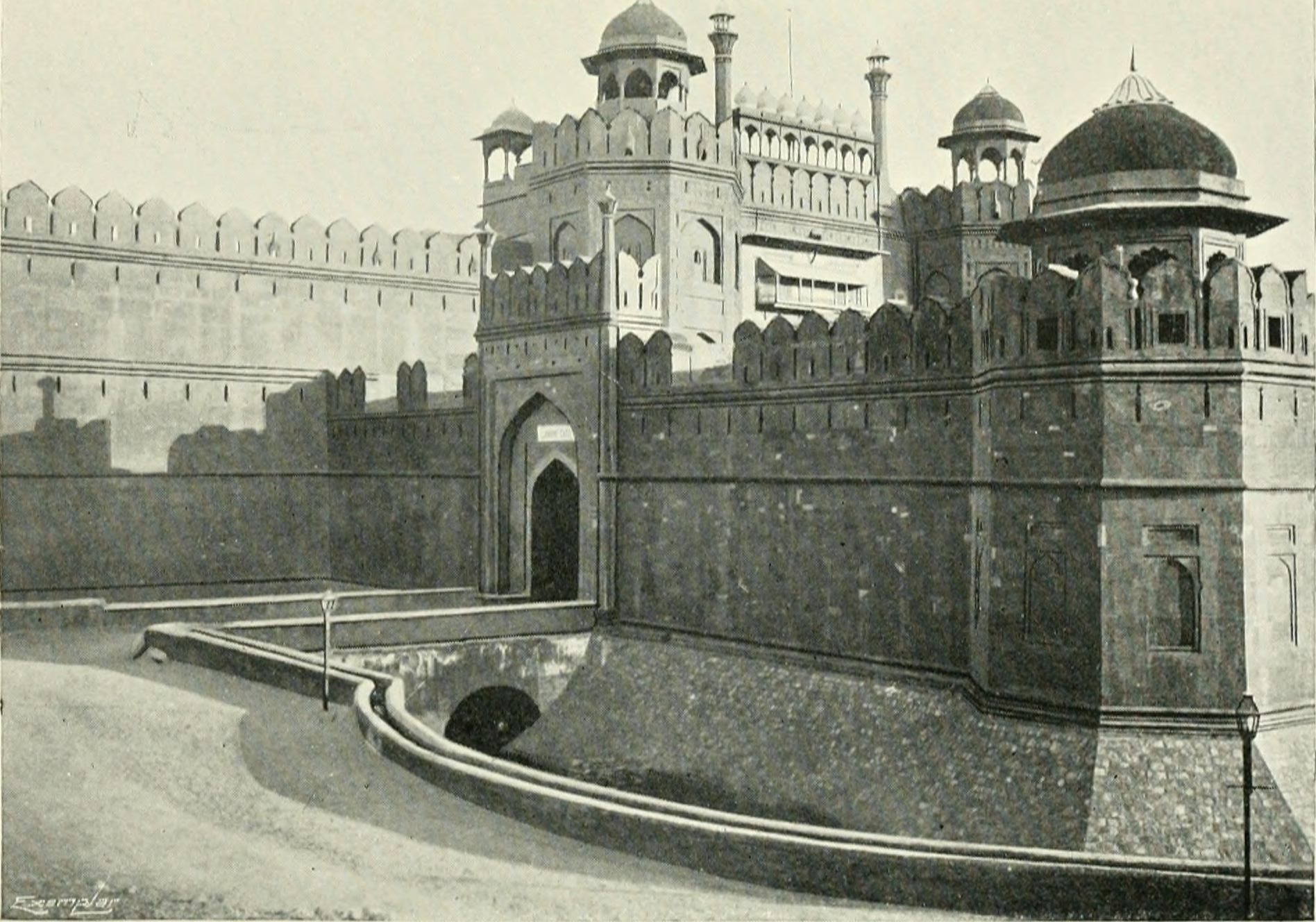
Brána s bastionem v roce 1902.